# 헬리오모르파속
헬리오모르파속(Heliomorpha)은 진핵생물 분류군의 하나이다. 코르비헬리아문 또는 사족충문으로 분류한다. 헬리오모르파과(Heliomorphidae)의 유일속이다.